# Itō Ittōsai
Itō Ittōsai (伊東 一刀斎 (Y Đằng Nhất Đao Trai) năm sinh năm mất không rõ) là một kiếm khách Nhật Bản sống thời Chiến quốc cho đến đầu thời Edo. Ông họ là Itō, hiệu là Kagehisa, tục danh là Maebara Yagorō. Itō Ittōsai được cho là khai tổ của phái kiếm Ittō-ryū (Nhất đao lưu) cực thịnh vào thời Edo nhưng bản thân ông chưa bao giờ xưng lưu phái của mình là Ittō-ryū. Các đệ tử của ông có những người nổi tiếng như Ono Zenki, Kotōda Toshinao và Ono Tadaaki.

## Lai lịch
Về lai lịch của Ittōsai thì có nhiều thuyết khác nhau và đến giờ vẫn chưa thể đánh giá được đâu là đúng. Về năm sinh thì có thuyết nói Ittōsai sinh năm 1550 (niên hiệu Tenmon thứ 5), có thuyết nói sinh năm 1560 (Eiroku thứ 3), mất năm 1628 (Kan-ei thứ 5), lại có thuyết nói ông mất vào năm 1632 khi đã 90 tuổi. Nhưng tựu trung đều thống nhất rằng Ittōsai là người quận Itō thuộc xứ Izu ngày xưa, lấy nơi xuất thân làm họ. Tuy nhiên tại Itō, địa phương được cho là nơi xuất thân của Ittōsai thì lại hoàn toàn không lưu truyền một huyền thoại, giai thoại nào về nhân vật Itō Ittōsai này.
Tuy nhiên, nếu dựa theo giai thoại về thanh kiếm Kamewari-tō (kiếm chém bình) thì thấy Ittōsai xuất thân từ Izu Ōshima, một hòn đảo phía Bắc quần đảo Izu. Năm 14 tuổi, Itō bám theo một tấm khung cửa bơi đến Mishima, tỉ thí với viên tư tế quản đền thờ ở đó là Toda Ippō. Itō thắng trận tỉ thí và được tư tế ban cho bảo kiếm. Một lần khác Itō dùng kiếm này chém chết 7 tên đạo tặc, tên cuối cùng trốn vào trong chiếc bình to và Itō dùng kiếm chém đứt đôi cái bình lẫn người bên trong. Vì thế thanh kiếm có tên là Kamewari-tō. Tuy nhiên, theo sách "Ittō-ryū densho" thì Itō ra đời ở miền Tây Nhật Bản và theo Yamada Jirōkichi, một kiếm thuật gia nổi danh thời Meiji thì trong truyền thư của phái kiếm Kotōda-ryū có ghi chép chuyện Ittōsai ra đời ở Katata thuộc xứ Ōmi. Lại theo sách "Ehon Eiyū Bidan" thì Ittōsai là người vùng Kanazawa xứ Kaga hay vùng Tsuruga xứ Echizen, là kiếm sư của võ tướng Ōtani Yoshitsugu, thành chủ Tsuruga. Vị võ tướng này sau tử chiến trong trận Sekigahara nên Ittōsai trở thành võ sĩ vô chủ, sau về ở ẩn ở xứ Shimōsa đến cuối đời. Về nơi chết của Ittōsai, cũng có thuyết cho rằng ông chết ở thành phố Sasayama thuộc xứ Tamba.

## Sư phụ của Ittōsai và cực ý kiếm thuật
Theo sách "Ittō-ryū no Gokui" (cực ý của phái kiếm Ittō-ryū, tác giả Sasamori Junzō) thì Itō đến Edo theo học đoản kiếm Kodachi và Chūdachi với Kanemaki Jisai, cao thủ phái Chūjō-ryū nổi danh với cực ý "Cao thượng kim cang đao". Yagorō (Ittōsai) ngày đêm luyện tập không ngừng nghỉ khiến Kanemaki Jisai cảm tâm mà trao lại hết 5 điểm cực ý, tuyệt học của môn phái gồm các áo nghĩa bí kiếm là "Diệu kiếm" (Myōken), "Tuyệt diệu kiếm" (Zetsumyōken), "Chân kiếm" (Shinken), "Kim sí điểu vương kiếm" (Konjichō Ōken) và "Độc diệu kiếm" (Dokumyōken).
Một lần nọ Yagorō bị người thiếp yêu lừa gạt, dẫn thích khách đến ám sát trong lúc ngủ. Trong lúc nguy cấp, Yagorō xuất kì bất ý đánh ra chiêu thức "Phất xả đao" (Hossha-tō), sau trở thành một trong các chiêu kiếm cực ý của mình.
Một lần khác, trong lúc viếng thăm đền thờ Tsuruga-oka, Yagorō ngộ ra bí kiếm "Mộng tưởng kiếm" (Musōken) chém chết giặc trong cơn vô thức. Theo sách này thì Yagorō Ittōsai phiêu du khắp các xứ trên toàn cõi Nhật Bản, tỉ thí 33 trận và không bại trận nào.
Trong một cuốn sách ghi chép khác của Sanada Shigenobu, một võ tướng sống dưới thời Azuchi đến đầu thời Edo, sách vẫn còn lưu lại đến ngày nay, có mục "Mộng tưởng kiếm tâm pháp thư" chép vào tháng 7 năm Bunroku thứ 4 (1595), rằng có đến hai nhân vật xưng danh Toda Ittōsai. Toda Ittōsai là tên khác của Kanemaki Jisai, sư phụ của Ittōsai và đây cũng là nhân vật không rõ lai lịch nên có khả năng sự tích, xuất thân của hai thầy trò này trùng lặp với nhau. Lại theo sách "Ngọc Anh thập di" của họ Yagyū thì sư phụ của Ittōsai là Yamazaki Seigen. Thực tế có nhân vật Yamazaki Sakon Shōgen Kagenari là em trai của Toda Shigemasa, cao thủ phái kiếm Toda-ryū lừng danh ở xứ Echigo. Nhân vật Yamazaki Kagenari này cũng là một tay hào kiếm trong phái Toda-ryū nên giới nghiên cứu cũng suy đoán rằng có lẽ nhân vật Yamazaki Seigen này chính là Yamazaki Kagenari.

## Tỉ thí với người đại lục
Trong những năm Tenshō, Toda Ittōsai có phiêu bạc giang hồ đến xứ Sagami và được rất nhiều người kéo đến xin nhập môn. Khoảng thời gian này Toda Ittōsai nhận Kotōda Toshinao (khai tổ của phái kiếm Kotōda Ittō-ryū, gia thần của họ Hōjō) làm cao đồ. Từ ghi chép này có thể suy đoán rằng Toda Ittōsai chính là Itō Ittōsai. Năm Tenshō thứ 6 (1578), có một người Hoa tên Thập Quan, cao thủ đao thuật Trung Quốc cập bến Sagami, tỉ thí với Ittōsai. Ittōsai tay mang cầm một chiếc quạt đã đánh bại Thập Quan dùng mộc đao.
Hoa kiều đến định cư tại Nhật Bản, khi lấy tên Nhật thì thường thêm từ "Quan" trong tên để không quên nguồn gốc. Do vậy trong tâm thức người Nhật, những cái tên "~ Quan" là để chỉ Hoa kiều định cư tại nước này. Đương thời người Nhật chưa biết nhiều về tên họ người Hoa nên "~ Quan" chỉ là những cái tên chung chung dùng để chỉ người Hoa tại Nhật. Do đó rất có thể Thập Quan chỉ là cái tên chung vì không xác định được danh tính của nhân vật đó mà thôi.
Trong tùy bút "Mimibukuro" vào cuối thời Edo có ghi lại chuyện đệ tử của Ittōsai là Ono Tadaaki dùng quạt sắt đánh bại đối thủ mang mộc kiếm. Về nội dung thì hoàn toàn giống với câu chuyện của Ittōsai và đến nay vẫn chưa xác minh được câu chuyện này có thật hay chỉ vì hậu nhân yêu thích câu chuyện của Ittōsai mà chép lại, hoặc giả là dựng nên để tuyên truyền cho thuật đánh quạt sắt (Tessen) vốn là một loại võ thuật hộ thân thời bấy giờ.

## Hệ thống lưu phái Ittō-ryū
Theo hai tập sách cổ "Ittō-ryū Kōdensho" và "Gekken Sōdan", Ittōsai cho hai cao đồ là Ono Zenki và Mikogami Tenzen tỉ thí với nhau ở xứ Shimōsai. Người thắng cuộc là Tenzen được Ittōsai truyền thụ lại hết bí kĩ của môn phái. Bản thân Tenzen sau này cũng được Ittōsai tiến cử với Tướng quân Tokugawa Ieyasu, đến năm Bunroku thứ 2 (1593) thì được trọng dụng với bổng lộc 200 hộc. Tenzen sau này đổi sang họ mẹ là Ono, xưng danh là Tadaaki. Con trai của Tadaaki là Ono Tadatsune sau dựng nên Onoha Ittō-ryū (phái Ittō-ryū, nhánh Ono), trong khi đó em trai của Tadaaki là Itō Tenzen Tadanari cũng gây dựng nên Itōha Ittō-ryū (phái Ittō-ryū, nhánh Itō).
Về sau, các nhánh này còn phân thêm nhiều nhánh nhỏ khác nữa, nhưng tựu trung là đều bắt nguồn từ Ittō-ryū của Ittōsai và có ảnh hưởng nhiều đến Kendō hiện đại.

## Tiểu thuyết
Nhân vật Itō Ittōsai còn xuất hiện trong một số tiểu thuyết thời đại như
- "Nihon kenkiden Itō Ittōsai" (Truyện quỷ kiếm Nhật Bản Itō Ittōsai), tác giả Mine Ryū Ichirō
- "Kensei Itō Ittōsai" (Kiếm thánh Itō Ittōsai, bộ 5 tập), tác giả Nitta Yoshio
- "Itō Ittōsai" (bộ 3 cuốn thượng, trung, hạ), tác giả Tobe Shinjūrō
- "Itō Ittōsai" (bộ 2 cuốn thượng, hạ), tác giả Yoshimura Ken-ichi
- "Tenka ichi no ken" (thiên hạ đệ nhất kiếm), tác giả Kojima Hideki
- "Kengō Ittōsai" (Kiếm hào Ittōsai), tác giả Shibata Tei